# Bracon atrorufus
Bracon atrorufus är en stekelart som beskrevs av Christian Gottfried Daniel Nees von Esenbeck 1834. Bracon atrorufus ingår i släktet Bracon och familjen bracksteklar. Inga underarter finns listade.